# Hikosanoagonum
Hikosanoagonum is een geslacht van kevers uit de familie van de loopkevers (Carabidae). De wetenschappelijke naam van het geslacht is voor het eerst geldig gepubliceerd in 1954 door Akinobu Habu.

## Soorten
Het geslacht Hikosanoagonum omvat de volgende soorten:
- Hikosanoagonum latius Ueno, 1964
- Hikosanoagonum mutsuomiyatakei (Habu, 1974)
- Hikosanoagonum shirozui (Habu, 1954)
- Hikosanoagonum yakuense (Habu, 1974)